# Portage (Michigan)
Portage ist eine Stadt in Kalamazoo County im US-Bundesstaat Michigan. Das U.S. Census Bureau hat bei der Volkszählung 2020 eine Einwohnerzahl von 48.891 ermittelt. 
Portage liegt an der südlichen Grenze von Kalamazoo und wurde am 31. Dezember 1963 aus dem Gebiet des früheren Portage Township gebildet.

## Überblick
Portage besitzt mit der Portage Central High School und der Portage Northern High School zwei öffentliche High Schools. Der Pharmakonzern Pfizer betreibt mehrere Unternehmen vor Ort und hat durch Entlassung von Mitarbeitern in den letzten Jahren öffentliches Aufsehen und kontroverse Diskussionen erregt.
Portage verfügt über ein ausgedehntes Netzwerk von historischen Parks und Pfaden, die zum Wandern, Radfahren und im Falle von Wasserläufen für den Kanusport und andere Freizeitaktivitäten zur Verfügung stehen. Seit der Schaffung des Portage Bikeway Systems im Jahr 1989 ist die Länge der Routen auf mehr als 80 km Länge gewachsen, mehr als fünfmal so lang wie alle Schnellstraßen der Stadt zusammen. In Portage befindet sich außerdem der Kalamazoo Air Zoo.

## Geographie
Nach Angaben des United States Census Bureau ist das Stadtgebiet 90,7 km² groß, 8 % davon sind Wasserflächen.
Der See Austin Lake nimmt den südwestlichen Teil der Stadt ein. Er wurde nach Moses Austin benannt, der 1833 aus Genesee County im Bundesstaat New York in das Portage Township ausgewanderte. Am Nordufer des Sees entwickelte sich eine Siedlung, die als Austin oder Austin Lake bekannt war. Am 18. Mai 1850 wurde eine Poststelle mit der Bezeichnung „Austin's Lake“ gegründet, die unter Moses Austin bis zum 15. August 1853 betrieben wurde. Hier bestand bereits 1867 eine Bahnstation der Grand Rapids and Indiana Railroad.

## Bevölkerung
Bei der Volkszählung 2000 wurden 44.897 Einwohner, 18.138 Haushalte und 12.134 Familien in der Stadt gezählt. 90,75 % der Einwohner waren Weiße, 3,73 % Afro-Amerikaner und 2,64 % Asiaten, der jeweilige Anteil der restlichen Zensusrassen lag unter 2 %.
Das Pro-Kopf-Einkommen lag bei 25.414 US-Dollar. 4,8 % der Bevölkerung lebte unter der Armutsgrenze.

## Persönlichkeiten
- Robert P. Burke (* 1962), Admiral der US Navy
- Andrew Evans (* 1991), Diskuswerfer